# 굿 셰퍼드
《굿 셰퍼드》(영어: The Good Shepherd)는 2006년 공개된 미국의 스파이 영화로 로버트 드 니로가 제작과 감독을 맡았고, 맷 데이먼, 안젤리나 졸리와 로버트 드 니로, 알렉 볼드윈, 조 페시, 윌리엄 허트, 마이클 갬본 등이 출연했다. 드니로 외에 제작자로는 제임스 G. 로빈슨과 제인 로젠탈이 참여했다. 이 영화는 냉전시대에 활동했던 실존 미국 중앙정보국(CIA) 요원 제임스 앤젤튼을 모델로 국가를 위한 대의명분과 개인적 삶의 가치 사이에서 갈등하는 CIA 비밀요원의 인간적 고뇌와 CIA라는 조직의 정치적 정당성이라는 한층 심각한 주제에 초점을 맞춰 CIA의 탄생과 함께 국가를 위해 개인적 삶을 희생해야만 하는 비밀요원의 기구한 삶을 사실적이고 비정한 색채로 그렸다.
2007년 베를린 국제영화제 공식 경쟁부문에 초청되어, 동곰상인 최우수 예술공헌상을 수상했다. 제29회 미국 아카데미상 최우수 미술상(Best Art Direction)에 후보 지명되었다.

## 줄거리
대(對) 쿠바 비밀작전을 수행하고 있는 1961년의 미국 중앙정보국(CIA). 카스트로의 집권을 저지하기 위해 쿠바의 반(反)혁명군 지원에 나섰던 미국 정부는 CIA 내부 첩자로 인해 비밀정보가 사전에 유출되는 바람에 작전이 실패로 돌아갔음을 알게 된다. 정치적으로 큰 타격을 받은 대통령의 지시에 따라 CIA는 내부 첩자를 비밀리에 조사하기 시작하는데, CIA 초창기부터 첩보 업무를 담당해온 베테랑 요원 '에드워드 윌슨'(맷 데이먼)에게 익명의 녹음 테이프와 흑백사진이 전달된다. 첩자를 알아낼 수 있는 유일한 단서인 이 증거물의 정체를 하나씩 밝혀가면서 윌슨은 자신의 CIA 활동을 거슬러 올라간다.
1939년. 어렸을 때 아버지의 자살을 목격한 바 있는 명문가 출신 예일대 학생 윌슨은 미래의 지도자를 양성하기 위한 예일대의 유서깊은 비밀 동아리 '해골과 뼈(Skull and Bones)'에 가입한다. 동아리 활동을 통해 날카로운 사고와 좋은 평판, 그리고 미국의 가치에 대한 믿음을 높게 평가받은 그는 제2차 세계대전 중 CIA의 전신인 OSS에 뽑힌다.
그 무렵 '해골과 뼈'에서 만난 친구 여동생 '클로버'(앤젤리나 졸리)와 충동적으로 하룻밤을 보낸 윌슨은 클로버가 임신하자 책임감으로 그녀와 결혼한다. 하지만 결혼한 지 채 한 달도 지나지 않아 국가로부터 첩보임무를 부여받고 유럽으로 발령받은 윌슨은 제2차 세계대전 직후의 혼란스런 유럽 한복판에서 영국과 소련의 비밀요원들과 교류하며 CIA 비밀요원으로서의 경력을 쌓아간다. 그러나 윌슨이 엘리트 비밀요원으로서의 경력을 쌓아가면 갈수록 음모와 배신으로 점철된 첩보세계에 대한 그의 불신은 깊어만 가고 태어난 아들조차 보지 못하고 처자식과 멀리 떨어져 일에만 몰두하는 그에 대한 부인과 아들의 불만은 쌓여만 간다.

## 캐스팅
- 맷 데이먼 - 에드워드 윌슨 역

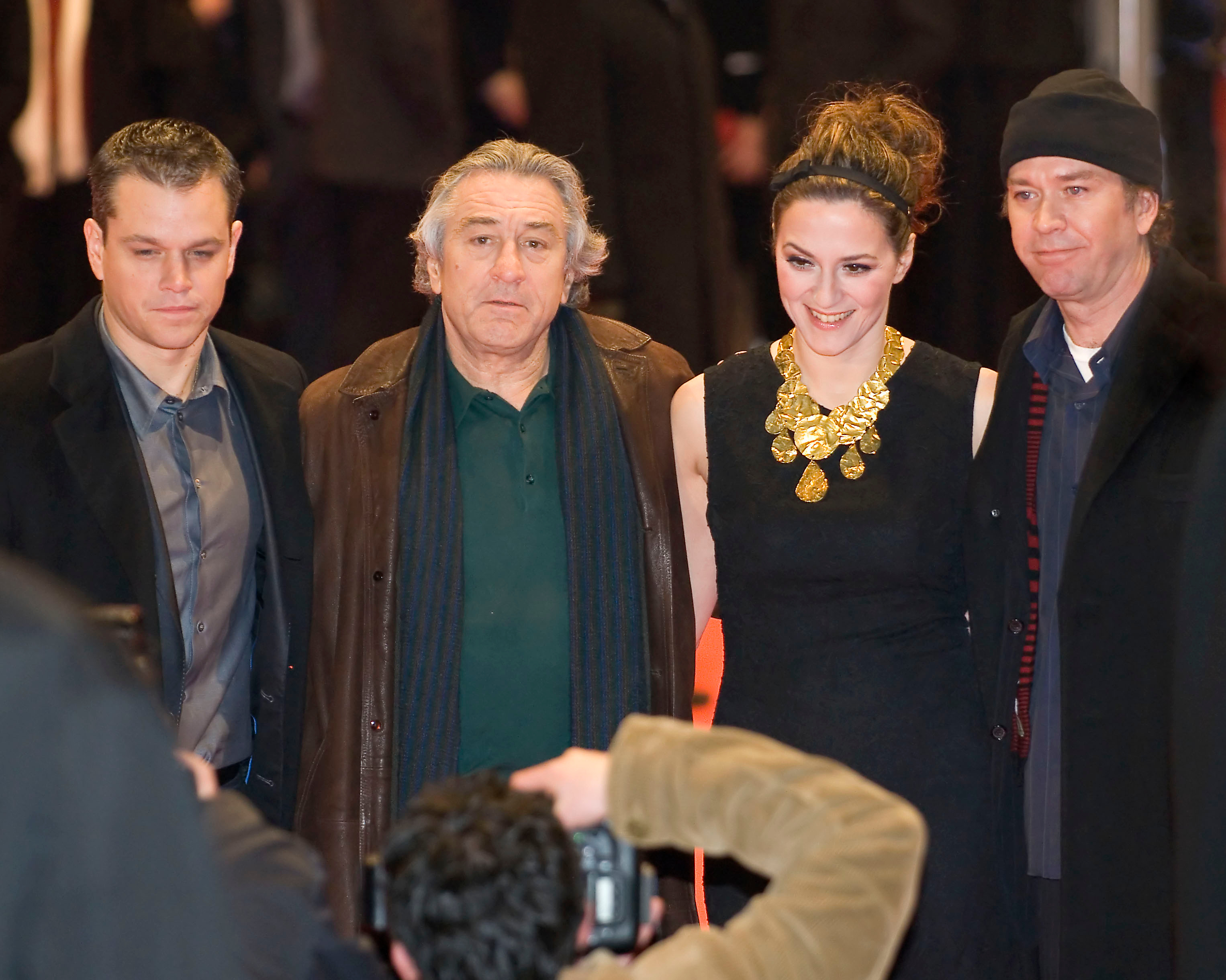
2007년 2월, 베를린 국제영화제에서 맷 데이먼, 로버트 드 니로, 마르티나 게덱, 티모시 허튼

- 안젤리나 졸리 - 마가렛 "클로버" 러셀 윌슨 역
- 로버트 드 니로 - 제네럴 윌리엄 "빌" 설리반 역
- 알렉 볼드윈 - FBI 요원, 사무엘 "샘" 뮤라크 역
- 윌리엄 허트 - CIA 감독, 필립 알렌 역
- 조 페시 - 조셉 팰미 역
- 존 터투로 - 레니 브로코 역
- 빌리 크루덥 - 아치볼드 "아치" 커밍스 역
- 타미 브랜차드 - 로라 역
- 마이클 갬본 - 프레더릭스 교수 역
- 티모시 허튼 - 애드미럴 토마스 윌슨 역
- 존 세션즈 - 발렌틴 미로노브 역
- 케어 둘리 - 상원 의원, 존 러셀 시니어 역
- 마르티나 게덱 - 한나 쉴러 역
- 가브리엘 막트 - 존 러셀 주니어 역
- 리 페이스 - 팀장 감독, 리차드 헤이스 역
- 에디 레드메인 - 에드워드 윌슨 주니어 역
- 마크 이바니어 - 발렌틴 미로노브 #2 역
- 올레그 스테판 - 율리시스/스타스 시얀코 역
- 올레그 스테판 - 미리암 역